# 柳元麟
柳元麟（1906年—1997年），中华民国军事人物，军事理论家，擅长游击战，中华民国陆军中将军衔。别名天风，浙江慈溪人。

## 生平

### 早年
1907年（一说，1906年）12月17日（清光绪三十三年十一月十三），生于宁波府慈溪县。父亲柳衍金，母亲钱氏。家中七子三女，柳元麟排行第四。
1921年，毕业于慈谿县官立高等小学堂（今慈湖中学）。1922年，入上海大陆图书公司，职员。早年就读于黄埔军校，第四期步科毕业。后先后毕业于庐山中央军官训练团第六期，陆军大学将官第二期乙级班。

### 北伐时期
曾任黄埔军校第六期入伍生队区队长。北伐至抗日战争爆发，先后担任：
- 1926年10月（黄埔军校毕业后）：派任第1军（时军长何应钦）补充团（时团长刘秉粹）少尉见习官、中尉连附。
- 1927年4月：调升第20师（时师长钱大钧）补充第1团（时团长魏湛元）上尉连长。
- 1928年3月：调任黄埔同学会训练科（时科长严登汉）指导股（时股长颜国璠）上尉股员。
- 1930年12月：调任陆海空军总司令部侍卫总队（时兼总队长王世和）第2大队（时大队长叶成）上尉区队长。
- 1932年4月：调升国民政府军事委员会委员长侍卫队（时兼队长竺培基）少校队附兼政训员。
- 1936年12月11日：续任陆军步兵少校。
- 浙江黄埔同学会办事处科员。
- 第二十二师连长、副官。
- 独立第三旅教导大队队长。
- 第十八军驻杭州办事处副主任。
- 第十一师特别党部中校秘书。
- 三民主义青年团浙江支团组织科长。

### 抗日战争时期
抗日战争爆发后，担任国民政府军事委员会委员长侍从室警卫团上校副团长，侍从室少将组长。
- 1937年7月：出任国民政府军事委员会委员长侍从室中校侍卫官。
- 1940年3月：升任国民政府军事委员会委员长侍从室上校侍卫官。
- 1943年4月29日：晋任陆军步兵中校。
- 1943年12月：调任国民政府军事委员会特务团上校团长。
- 1945年1月：升任国民政府军事委员会警卫旅（时旅长楼秉国）少将副旅长，兼任第2团团长（警卫旅由原特务团改称）。

### 国共内战时期
抗日战争胜利后，1946年，出任国民政府参军处警卫室副主任。1947年4月，陆军大学将官第二期乙级班毕业后，派任国民政府总统侍从室副侍卫长，少将军衔。1948年9月，正式授予中华民国陆军少将军衔。
1949年春，出任第八军副军长，参与国共内战。

### 缅甸时期
1949年底，柳元麟所带领军队败退缅甸北部，柳元麟任滇緬邊區游擊隊副總指揮。隨後撤退至台灣。
1951年，李彌將軍至緬甸編組雲南人民反共救國軍。1953年至1954年間，因聯合國壓力，李彌將軍所統率雲南人民反共救國軍部隊陸續撤退至台灣，其中第五軍段希文部，奉蔣中正總統指示，以抗命不撤名義，繼續留在緬甸境內。1954年，曼谷中美緬泰四國軍事委員會解散後，參謀總長彭孟緝向蔣中正總統提出，將緬甸境內的國軍殘部，改組為雲南人民反共志願軍。命柳元麟為總指揮，彭程、段希文為副總指揮，由國防部撥款支持。柳元麟於1954年10月由台灣，經泰國曼谷，抵達緬甸乃朗，在此組織雲南人民共和志願軍總部。
1954年至1955年，缅甸军方对果敢特区国军93师发动进攻。柳元麟率云南人民反共志愿军（原名“东南亚人民反共志愿军”）抵抗，军队人数初期3,000余人，为從中國大陸撤退的国军，后发展到4,500余人。柳元麟還想率军反攻大陆西南。
1959年，受蒋中正指示，设法在缅甸和中国西南边境策应云南、西藏等地的反共軍事行動。
1960年春，在台灣的中華民國政府派遣中华民国空军向驻扎在缅甸北部的柳元麟部空投了400人“特种部队”。
1960年中华人民共和国政府和缅甸签署了联合协议，协议关于两国的边界勘探和国防问题。协议中有规定，为执行边界警卫作战任务，中國人民解放军可根据需要可进入缅甸境内20公里，主要目的是消滅柳元麟的“云南人民反共志愿军”。该军事行动得到缅甸军方的支持，双方计划在1960年11月22日实施。
1960年11月21日晚21时30分，解放军发动集中攻势，派遣了22支突击队，奇襲柳元麟部的16个据点。柳元麟部撤退至密林深处。
1961年新春，缅甸军方发动“湄公河战役”。缅甸军方一共派遣了9个营，军队人数约有一万人。缅军沿湄公河进军，由西南向东北方向推进。柳元麟事先设好伏击圈，用佯装节节败退引诱缅军进入埋伏圈。
1961年1月2日至9日，中華人民共和國代表团由周恩来、陈毅、罗瑞卿等领导在缅甸首都仰光参加缅甸联邦独立13周年庆祝，缅军捷报频传。但不久后，缅军孤军深入，陷落入柳元麟部的伏击圈，寡不敌众。缅军于是向中国人民解放军求援，请求中国人民解放军深入缅甸境内解围。
1961年1月21日下午，缅军代表飞抵中国人民解放军前线指挥部，正式向中国人民解放军求援。请求中国人民解放军越过红线，以解救被困在王南昆、芒林这两个地方的缅军。1961年1月22日下午，周恩来正式批准中国军队入境。
1961年1月25日，中国人民解放军发起进攻。柳元麟部边战边撤，渡过湄公河，撤入老挝境内，江拉基地保卫战失败，失去在江拉的反共基地。不久后，柳元麟率部迁往台湾。

### 台湾时期
柳元麟回台湾後，担任中华民国国防部作战督察研究委员会委员。柳元麟曾当选国民党第八和九届中央评议委员。1969年，正式退休，但仍被聘任为国民党第十届中央委员会党务顾问。后先后担任国民党的一些荣誉顾问参议职务。1993年8月，当选国民党第十四届中央评议委员。 1997年8月，以90高龄，续聘为国民党第十五届中央评议委员。1997年，在台北去世。

## 荣誉
- 1944年7月31日：获颁四等云麾勋章。
- 1945年12月12日：获颁忠勤勋章。
- 1946年1月1日：获颁胜利勋章。

## 著作
- 《滇缅边区风云》，又称《柳元麟将军八十八回忆》
- 《柳元麟： 李彌將軍與我》

柳元麟对中国古代兵法颇有研究，曾参与联合国教科文组织对《孙子兵法》研究的国际学术研讨会，著有：
- 《孙子新校解初稿》，1957年
- 《孙子新校解》，1986年